# Pavel Kohn-Kubín

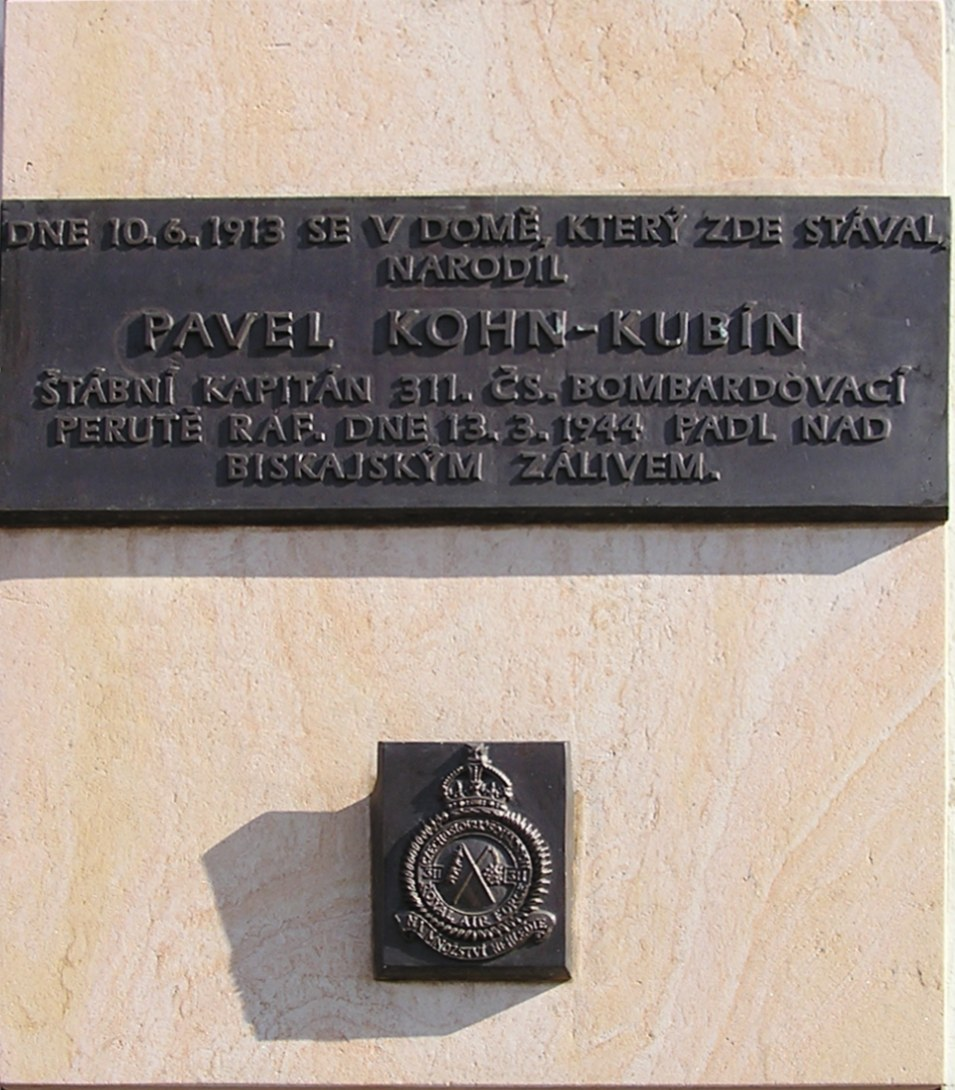
Deska na rodném domě Pavla Kohn-Kubína v Žamberku

Ing. Pavel Kohn-Kubín (10. června 1913 Žamberk – 13. března 1944 Biskajský záliv) byl český navigátor židovského původu bojující za druhé světové války v řadách Royal Air Force.

## Život
Narodil se v Žamberku, ale jako malý chlapec se odstěhoval s rodiči do Chomutova, kde absolvoval gymnázium. Obchodní akademii navštěvoval v Teplicích, po absolutoriu Vysoké školy obchodní, kde byl jeho spolužákem ve třídě mj. František Fajtl, získal titul komerčního inženýra.
Hned po vypuknutí 2. světové války utekl do Francie, kde se přihlásil k odvodu a 12. prosince 1939 vstoupil do Československé zahraniční armády. Při bitvě o Francii byl sestřelen,[zdroj?] ale podařilo se mu dostat se do Anglie, kde se stal příslušníkem 311. československé bombardovací peruti RAF a získal hodnost nadporučíka. Vykonával funkci navigátora a v RAF měl osobní číslo 127085. Jeho spolubojovníkem byl spolužák z Obchodní akademie v Teplicích František Fajtl. Padl dne 13. března 1944 nad Biskajským zálivem v Atlantském oceánu.
Byl vyznamenán Československým válečným křížem a československou medailí Za chrabrost. In memoriam byl povýšen na kapitána.